# Social software
Social software understøtter vha. digitale medier interaktion mellem mennesker, uanset om det er i direkte dialog eller indirekte påvirkning igennem adfærd.
For en liste over social software-produkter og -services, se Kategori:Social software (og dens ønskeliste).